# 太陽谷之戰
太陽谷之戰，是台灣排灣族達拉發站部落（Tjaravacalj，位於屏東縣三地門鄉，今三地村前身）傳說中的一場戰役，面對數量遠多於自己的敵方聯軍，達拉發站部落在新頭目撒巫拉瑞的計策下成功欺騙敵人、不戰而勝，至今仍廣受該部落的族人傳頌。

## 背景
達拉發站部落部落在建立之後，經常受到覬覦他們土地的霧台部落（wudai）、筏灣部落（paiwan）的攻擊，因此失去大量獵場和人口，部落面臨毀滅的危機。部落長老認為是當時擔任頭目的達魯查隆門（Daluzalun）家族能力不足，因此向舊高燕部落（padain，位於今屏東縣瑪家鄉）請來他們頭目家族的女兒撒巫拉瑞（Saulalui）擔任頭目。撒巫拉瑞來到達拉發站部落後，建立了新頭目家族巴格達外（Pakedavai），並且著手開始進行各項改革措施，讓部落族人的生活轉好，並且積極準備武器和修建防禦工事，直到她認為已經準備完善後，便轉而向兩個侵占部落土地的敵人宣戰。

## 戰爭過程
霧台部落和筏灣部落對於突然的宣戰很吃驚，但他們隨即聯手起來侵略達拉發站部落。傳說中，兩個部落的聯軍行進到太陽谷、也就是隘寮南溪的右岸時，發現撒巫拉瑞就坐在河的另一岸，並且抱著孩子在哺乳，如果要前往達拉發站部落就必須殺了她經過，但她的行為讓敵軍很困惑，擔心會不會有陷阱，而且她的身分過於高貴，敵人也擔心殺了她會遭天譴，因此停在原地遲疑不前；這時負責在山頂眺望的魯凱族人又傳來消息，說他們看到達拉發站部落不知為何突然多了一大堆人和豹（魯凱族的靈獸），認為敵人眾多而且有埋伏，所以決定撤退，但其實那是撒巫拉瑞事先派部落的婦女準備很多不同的衣服和豹皮、讓部落裡的男性輪流穿不同的並在部落裡走動來營造出部落突然多了很多人手的假象，藉此來欺騙敵軍撤退，達拉發站部落就在撒巫拉瑞的計策下以毫無損失和交戰的狀況下化解敵軍的攻勢。
也有說法認為撒巫拉瑞當時是挺身擋在軍隊前，喝斥敵軍這裡是她的部落，不可以進犯，敵軍看到達拉發站部落有一個強大的頭目領導，認為勝算不高而主動和談。

## 後續
太陽谷之戰後，戰爭持續進行，但達拉發站部落在撒巫拉瑞的計策下接連打贏了幾場重要的戰役，最後在風中之戰中，他們把準備決一死戰的筏灣部落徹底擊敗，從此再也沒有任何部落敢攻擊達拉發站部落了，巴格達外家族的名聲也因此廣為流傳。